# Miliz (Polizei)

Karte der Länder mit Miliz

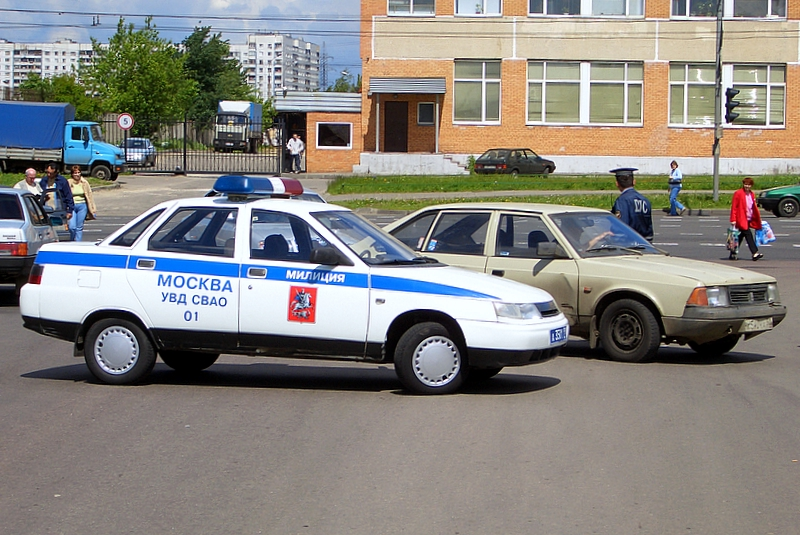
Ein Wagen der Miliz in Moskau (2005)

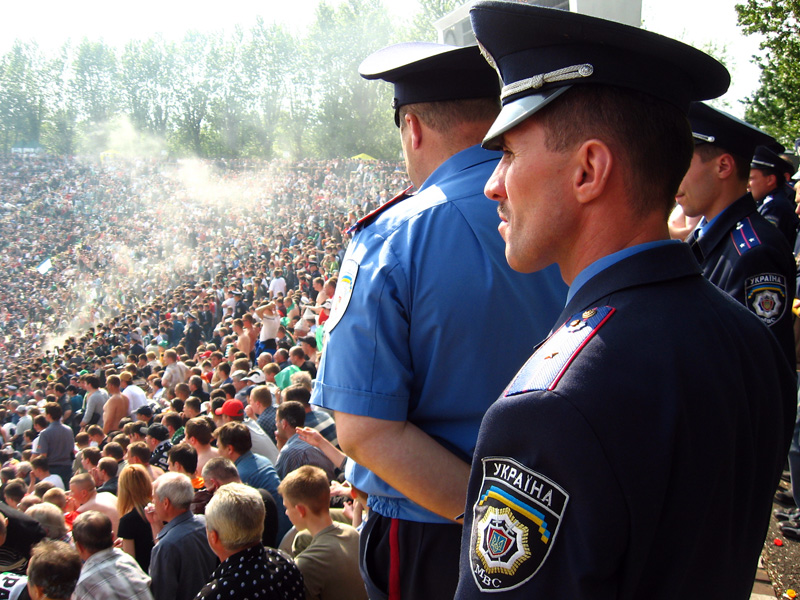
Ukrainische Milizionäre während eines Fußballspiels (2007)

Miliz (russisch милиция milizija) war in der Sowjetunion, einigen ihrer Nachfolgestaaten und weiteren Ländern des Ostblocks die Bezeichnung für die Polizei, heute beispielsweise noch in Belarus (міліцыя) und Tadschikistan (милитсия) sowie auf kommunaler Ebene wieder in Serbien (комунална милиција).

## Bezeichnungen nach Ländern
- Sowjetunion: Милиция[1]
  -  Russland: Милиция (bis 2011)
  -  Belarus: Міліцыя (besteht noch)[2]
  -  Ukraine: Міліція (bis 2015)
  -  Usbekistan: Militsiya (bis 2019)[3]
  -  Kirgisistan: Милиция (besteht noch)
  -  Tadschikistan: Милис/Милитсия (besteht noch)[4]

- Polen: Milicja Obywatelska (Bürgermiliz, bis 1990)
- Rumänien: Miliția (bis 1989)
- Bulgarien: Народна милиция (Volksmiliz, bis 1991)
- BR Jugoslawien: Милиција (bis 1997)[5]
  -  Serbien: Комунална милиција (Kommunalmiliz, seit 2019)[6]

Andere Bezeichnungen in Ländern des Rates für gegenseitige Wirtschaftshilfe waren:
- Deutsche Demokratische Republik: Deutsche Volkspolizei[7]
- Tschechoslowakei: Veřejná bezpečnost (Öffentliche Sicherheit)[8]
- Ungarn: Rendőrség (Polizei)
- Albanien: Policia Popullore (Volkspolizei)
- Mongolei: Цагдаа (Polizei)[9]
- Vietnam: Công an Nhân dân (Volkspolizei)
- Kuba: Policía Nacional Revolucionaria

## Geschichte
Die Milizija wurde 1917 als so genannte Arbeiter-und-Bauern-Miliz (russisch рабоче-крестьянская милиция, Rabotsche-Krestjanskaja Milizija (RKM)) gegründet. Dieser Name wurde von den Bolschewiki gewählt, um den Unterschied zur „zivilen“ zaristischen Polizei auszudrücken. Der Begriff Polizei wird in Russland bis heute mit den wenig bürgernahen Wachtmeistern des Zarenregimes sowie der deutschen Gestapo, Geheimen Feldpolizei bzw. Feldgendarmerie und den Schutzmannschaften in den besetzten Gebieten verbunden und ist deshalb negativ konnotiert.
Später wurde die Bezeichnung in Ministerium für Innere Angelegenheiten (Министерство внутренних дел, kurz МВД) geändert. Die regionalen Strukturen hießen erst „Abteilung für Innere Angelegenheiten“ (Отделение внутренних дел, ОВД), später „Verwaltung für Innere Angelegenheiten“ (Управление внутренних дел, УВД).

## Miliz für öffentliche Sicherheit und Kriminalmiliz
Die Miliz besteht aus zwei Gruppen, der Miliz für öffentliche Sicherheit und der Kriminalmiliz. Beide Gruppen unterscheiden sich in ihrer Funktion, der Leitung und der Finanzierung. Während Personalausstattung und Finanzierung der ersten Gruppe von den örtlichen Behörden festgelegt werden, ist für die Kriminalmiliz die Regierung Russlands zuständig.
Die „Staatliche Inspektion für Sicherheit im Straßenverkehr“ (Государственная инспекция безопасности дорожного движения, ГИБДД) entspricht in etwa der deutschen Verkehrspolizei und gehört zur Miliz für öffentliche Sicherheit.

## Reformen in Russland
Im Zuge der laufenden Reform des russischen Innenministeriums ließ der damalige Präsident Dmitri Medwedew die Milizija wieder in Polizei umbenennen. Die Reform soll die Miliz von überschüssigen Funktionen befreien, damit sie sich auf ihre Hauptaufgabe konzentrieren kann, die Gewährleistung der öffentlichen Ordnung. Am 7. August 2010 stellte der Präsident den Entwurf des neuen Polizeigesetzes mit 11 Kapiteln und 57 Artikeln ins Internet und forderte die Bürger zur Diskussion auf – nicht nur in Russland ein einmaliger Vorgang. Am 28. Januar 2011 wurde das Gesetz von der Staatsduma angenommen. Der Föderationsrat billigte das Gesetz am 2. Februar 2011 und leitete es somit dem Präsidenten zur Unterzeichnung weiter. Am 1. März 2011 trat das Gesetz in Kraft; seither gibt es in Russland eine föderal organisierte Polizei.